# Марктгайденфельд
Марктгайденфельд (нім. Marktheidenfeld) — місто у Німеччині, у землі Баварія.  Підпорядковується адміністративному округу Нижня Франконія. Входить до складу району Майн-Шпессарт. Це сидіння адміністративной спільноти Марктгайденфельд.
Населення - 11243 осіб (на 31 грудня 2020). Площа - 37,54 км². 
Офіційний код — 09 6 77 157.

## Географія
Марктгайденфельд розташований на берегах річки Майн. 

### Поділ міста
Марктгайденфельд має сім місцеві райони:
- Альтфельд
- Ґляс'офен (з врегулювання Айхенфюрст)
- Марієнбрунн
- Марктгайденфельд (з врегулювання Гаунермюлє)
- Міхельріт
- Обервіттбах
- Ціммерн

### Сусідні Муніципалітети
Марктгайденфельд має такі сусідні муніципалітети:
- Громада Нойштадт-на-Майні
- Громада Роден
- Риночна громада Карбах
- Громада Ерленбах-при-Марктгайденфельді
- Риночна громада Тріфенштайн
- Риночна громада Кройцвертгайм
- Громада Шольбрунн
- Громада Ессельбах
- Громада Гафенлор
- Місто Ротенфельс

## Міста-побратими
- Монфор-сюр-Ме (фр. Montfort-sur-Meu), Франція
- Победзіська (пол. Pobiedziska), Польща
- Тайдун (кит.: Táidōng), Республіка Китай